# Pavel Bouda
Pavel Bouda (10. září 1932 Louny – 22. srpna 2012 Kralovice) byl český malíř, ilustrátor a výtvarník. Byl členem Českého fondu výtvarných umění (1982–1987), Svazu Českých výtvarných umělců od 1998 a Unie výtvarných umělců od 1990. 

## Život
Narodil se v Lounech 10. září 1932. Otec Vilém Bouda byl majitelem dílny na výrobu kuchyňských sporáků a vah. Po válce byla dílna znárodněna a rodina se odstěhovala do Kralovic, kde Pavel Bouda žil a tvořil až do své smrti 22. srpna 2012.
Od dětství projevoval výtvarné nadání, avšak rodiče mu nedovolili vydat se na uměleckou dráhu. Proto se vyučil zlatníkem a hodinářem. Prohloubil si tak uměleckou i manuální zručnost pro následnou uměleckou tvorbu. Hodinářskému řemeslu se věnoval 30 let až do roku 1980, kdy mu bylo umožněno jít na takzvanou „volnou nohu“.

## Tvorba
Soukromě studoval kresbu a malbu u prof. Rudolfa Lexy. Svoji předešlou profesi uplatnil při tvorbě miniatur (precizní drobná práce hodináře). Jeho malba ovlivněná surrealismem a imaginativním realismem je spojena speciální strukturou, fantaskními tvary a barvou.
Roku 1970 začíná vystavovat na společných výstavách s dalšími západočeskými umělci. Od roku 1974 vystavuje samostatně (1974 Plzeň – Luna). V zahraničí vystavoval od roku 1984 (1984 Německo – Geldhausen Galerie Oly). Jeho práce jsou zastoupeny v majetku soukromých sběratelů v Česku, Slovensku, Německu, Polsku, Rusku, Belgii, Nizozemsku, Švédsku, Kanadě a Švýcarsku.
Pavel Bouda se též zabýval ilustrací básnických sbírek, například „Širé moře, širé nebe“ od Viktora Huga (1986 Lyra Pragensis, řada Kolibřík) a je autorem přebalů gramofonových desek rockových kapel. Za svého života vytvořil přes 2 000 obrazů, plastik a fotografií.

## Výstavy

#### Účast na zahraničních výstavách
- 1984 – Galerie Oly, Geldhausen, Německo (SRN)
- 1984 – IHM, Mnichov, Německo (SRN)
- 1985 – Švýcarsko
- 1985 – IHM, Mnichov, Německo (SRN)
- 1985 – Frankfurt nad Mohanem, Německo (SRN)
- 1986 – Československá národní výstava, Helsinky, Finsko
- 1986 – 33 československých umělců, Bürgerhaus - Dreieich, Německo (SRN)
- 1986 – IHM, Mnichov, Německo (SRN)
- 1986 – IHM, Frankfurt nad Mohanem, Německo (SRN)
- 1987 – Galerie Türkon, Mnichov,  Německo (SRN)
- 1987 – IHM, Frankfurt nad Mohanem, Německo (SRN)
- 1987 – IHM, Mnichov, Německo (SRN)
- 1987 – Dietzenbach, Německo (SRN)
- 1987 – IHM, Frankfurt nad Mohanem, Německo (SRN)
- 1988 – IHM, Mnichov, Německo (SRN)
- 1988 – Frankfurt nad Mohanem, Německo (SRN)
- 1989 – Lineart International Art Forum, Gent, Belgie
- 1989 – International Art Forum, Barcelona, Španělsko
- 1989 – International Art Forum, Stuttgard, Německo (SRN)
- 1990 – International Art Forum, Barcelona, Španělsko

#### Samostatné výstavy v zahraničí
- 1985 – Galerie Root, Německo (SRN)
- 1987 – Galerie Root, Německo (SRN)
- 1988 – Galerie Root, Německo (SRN)

#### Samostatné výstavy
- 1974 – Galerie Luna, Plzeň
- 1979 – Galerie Luna, Plzeň
- 1981 – Dům umění, České Budějovice
- 1982 – Ústav teorie a informací, Praha
- 1982 – Klášter Plasy (jubilejní výstava)
- 1983 – Galerie Díla, Karlovy Vary
- 1983 – Galerie Díla, Plzeň
- 1984 – Síň umění, Louny
- 1984 – Galerie Díla, Karlovy Vary
- 1985 – Divadlo hudby, Praha
- 1985 – Galerie Díla, Plzeň
- 1987 – Galerie Díla, Teplice
- 1987 – Galerie Díla, České Budějovice
- 1987 – Galerie umění - Knihy, Praha
- 1988 – Galerie Díla, Plzeň
- 1989 – Galerie Díla, Karlovy Vary
- 1990 – Galerie umění - Knihy, Praha
- 1990 – Klášter Mariánský Týnec
- 1991 – Klášter Mariánský Týnec

#### Společné výstavy
- 1977 – Západočeští umělci, Kralovice
- 1980 – Členská výstava Masné krámy, Plzeň
- 1981 – 10 západočeských umělců, Kralovice
- 1982 – Členská výstava, Čimelice
- 1983 – Západočeští umělci, Plzeň
- 1985 – Členská družební výstava, Plzeň
- 1987 – Volné umění, Plzeň
- 1987 – Vánoční výstava, Plzeň
- 1988 – Salon 88, Plzeň
- 1988 – Západočeští umělci, Mánes, Praha
- 1990 – Členská výstava, Masné krámy, Plzeň
- 1997 – Klášter Mariánský Týnec s Oldřichem Karbanem